# Careproctus armatus
Careproctus armatus és una espècie de peix pertanyent a la família dels lipàrids.

## Hàbitat
És un peix marí i batidemersal que viu entre 1.210-1.290 m de fondària.

## Distribució geogràfica
Es troba a l'Atlàntic sud-occidental.

## Observacions
És inofensiu per als humans.